# Samtgemeinde Heeseberg
De Samtgemeinde Heeseberg is een samenwerkingsverband (Samtgemeinde) van zes kleinere gemeenten in het Landkreis Helmstedt in de Duitse deelstaat Nedersaksen. Gezamenlijk hebben de gemeenten nog geen 5.000 inwoners.

## Deelnemende gemeenten
- Beierstedt
- Gevensleben
- Ingeleben
- Jerxheim
- Söllingen
- Twieflingen